# Lamuv Verlag
Der Lamuv Verlag ist ein deutscher Verlag mit Sitz in Göttingen. 

## Geschichte
Der Verlag wurde 1975 in Köln als Labbé & Muta Verlag von dem Schreibwarenhändler Micha Labbé und dem Grafiker René Böll gegründet, dem Sohn von Heinrich Böll, der sich damals Muta nannte. Der Verlagsname wurde bald darauf auf Lamuv geändert (Labbé & Muta Verlag). 1988 übernahm der Lektor Karl-Klaus Rabe den Verlag und verlegte den Sitz des Unternehmens nach Göttingen.
Der inhaltliche Schwerpunkt lag früher in der Nord-Süd-Problematik, in den 1980er Jahren vor allem in Publikationen der Friedensbewegung und heutzutage ist ein Hauptthema des Verlagsprogramms die Situation von Frauen in den Staaten des Südens. 
Der Verlag besitzt 50 Prozent der Anteile an der von ihm 1997 mitbegründeten Gemeinsamen Verlagsauslieferung Göttingen (GVA).